# Anna Maria Luisa d'Orléans
Anna Maria Luisa d'Orléans, Duchessa di Montpensier (Parigi, 29 maggio 1627 – Parigi, 5 aprile 1693), nota come La Grande Mademoiselle, era la figlia maggiore di Gastone d'Orléans, e della sua prima moglie Maria di Borbone, Duchessa di Montpensier.
Una delle più grandi ereditiere della storia, morì nubile (anche se celebrò un matrimonio segreto non riconosciuto con Antoine Nompar de Caumont) e senza figli, lasciando la sua enorme fortuna a suo cugino, Filippo di Francia. Dopo una serie di proposte matrimoniali provenienti da vari membri delle famiglie regnanti europee, incluso Carlo II d'Inghilterra, Alfonso VI del Portogallo e Carlo Emanuele II di Savoia, ella alla fine si innamorò del cortigiano, Antoine Nompar de Caumont duca di Lauzun e scandalizzò la corte francese quando chiese a Luigi XIV il permesso di sposarlo, poiché una tale unione era vista come una mésalliance. È meglio ricordata per il suo ruolo nella Fronde, per aver portato il famoso compositore Lully alla corte del re, e per le sue Mémoires.

## Biografia
Anna Maria Luisa d'Orléans nacque nel Palazzo del Louvre a Parigi il 29 maggio 1627. Suo padre era Gastone, Duca d'Orléans, noto come Monsieur, l'unico fratello sopravvissuto dell'allora Re Luigi XIII di Francia. Sua madre, la ventunenne Maria di Borbone, Duchessa di Montpensier, l'unico membro del ramo Montpensier del casato di Borbone fino alla nascita di sua figlia, morì cinque giorni dopo aver partorito Anna Maria Luisa. Ciò rese la neonata Anna Maria, nuova Duchessa di Montpensier, erede dell'immensa fortuna di sua madre, che includeva cinque ducati, il Delfinato d'Alvernia, il sovrano Principato di Joinville, eretto nella storica provincia dello Champagne.
In quanto figlia maggiore di Monsieur, Anna Maria Luisa era ufficialmente nota come Mademoiselle dal momento della sua nascita, e, poiché era la nipote di un Re di Francia, Enrico IV, suo zio Luigi XIII creò per lei il nuovo titolo di petite-fille de France ("Nipote di Francia").

### Gioventù
Mademoiselle fu trasferita dal Louvre al Palais des Tuileries e affidata alle cure di Jeanne de Harley, Madame de Saint Georges, il capo della sua casa, che le insegnò a leggere e scrivere. Mademoiselle ebbe sempre un grande senso della sua auto-importanza e quando le venne chiesto della sua nonna materna Enrichetta Caterina di Joyeuse lei rispose che non era sua nonna, perché lei "non era una regina". Crebbe in compagnia di Mademoiselle de Longueville, nonché con le sorelle del Maréchal de Gramont.
Mademoiselle era molto legata a suo padre Gastone, Duca d'Orléans. Spesso coinvolto in cospirazioni contro Luigi XIII ed il suo impopolare primo ministro, il Cardinale Richelieu, era spesso in cattivi termini con la corte e bandito in diverse occasioni.

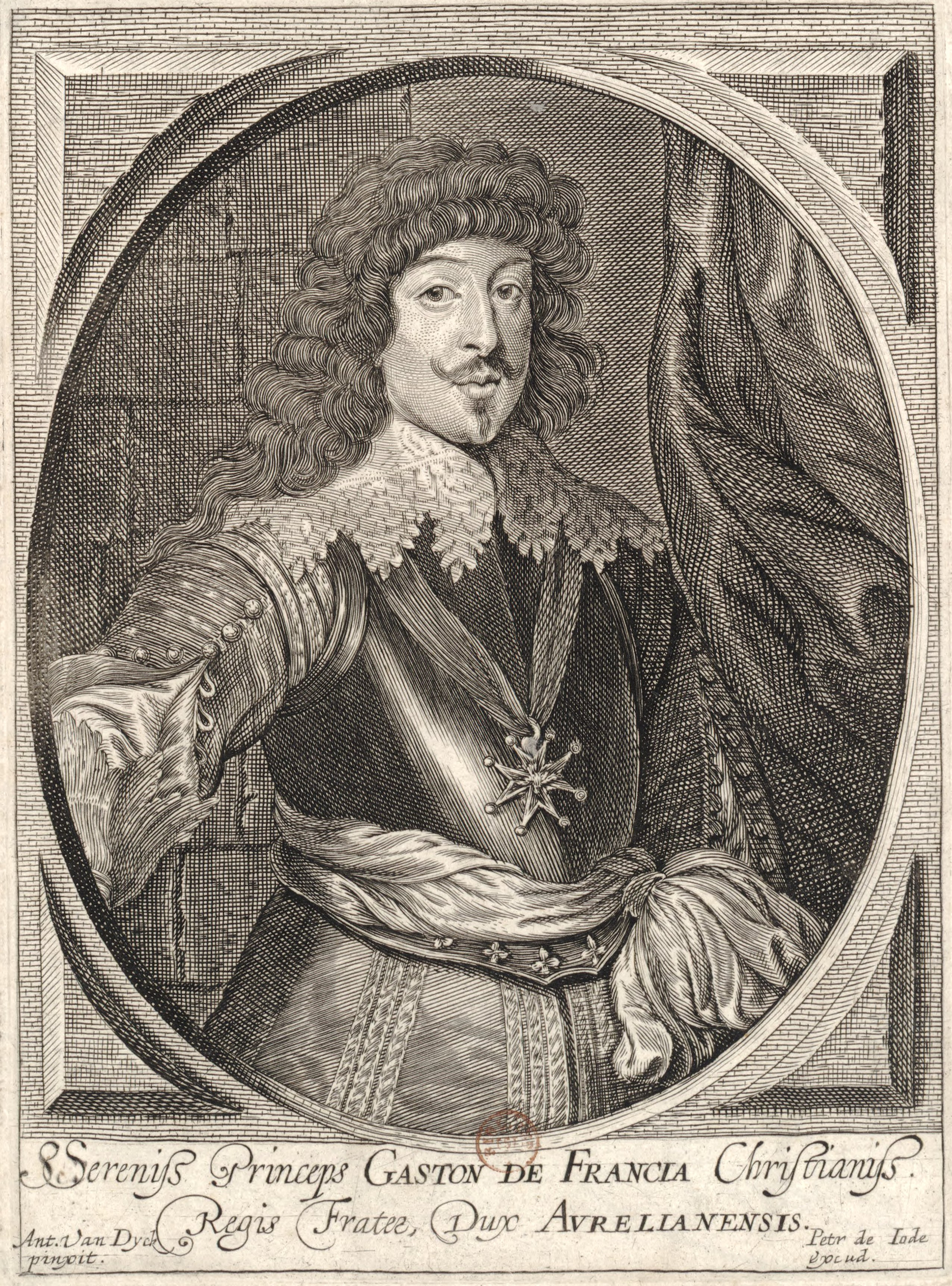
Il padre di Mademoiselle, Gastone d'Orléans da un dipinto di Anthony van Dyck. Mademoiselle ebbe un tenero rapporto con suo padre.

Il padre di Mademoiselle sposò Margherita di Lorena in una cerimonia segreta a Nancy nella notte tra il 2 e il 3 gennaio 1632. Non avendo ottenuto la previa autorizzazione da suo fratello maggiore, la coppia non poteva apparire alla corte francese, ed il matrimonio fu tenuto segreto. Nell'apprendere che il cardinale era il responsabile dell'esilio di suo padre, Mademoiselle avrebbe cantato varie canzoni di strada e satire alla presenza del cardinale stesso che le valse una sonora sgridata dal cardinale, che era suo padrino.
La settenne Mademoiselle vide suo padre nuovamente nell'ottobre 1634. Per la prima volta in due anni lo incontrò a Limours, dove vedendolo ella "si gettò tra le sue braccia". Gastone visse a Blois dove Mademoiselle sarebbe stata un visitatore frequente.
Alla nascita del futuro Luigi XIV nel 1638, la determinata Mademoiselle decise che lo avrebbe sposato chiamandolo il "suo piccolo marito" con grande divertimento di Luigi XIII. Richelieu successivamente la rimproverò per le sue considerazioni. Indipendentemente dai suoi sogni, il padre non faceva mistero che voleva che lei sposasse Luigi, Conte di Soissons, un prince du Sang (discendente in linea maschile da Carlo, Duca di Vendôme, il primo Borbone prince du Sang) ed uno dei suoi vecchi cospiratori. Questo matrimonio non si concretizzò.
Madame de Saint Georges morì nel 1643 ed il padre di Mademoiselle scelse Madame de Fiesque per rimpiazzarla. Mademoiselle fu devastata per la morte della sua ex governante Anche suo zio morì nel maggio del 1643, lasciando Luigi XIV come nuovo Re di Francia. Prima di morire Luigi XIII, aveva accolto le richieste del fratello di perdono e aveva autorizzato il suo matrimonio con Margherita di Lorena, dopo di che la coppia si sposò per la terza volta nel luglio 1643 e il Duca e la Duchessa di Orléans furono finalmente ricevuti a corte.
Nel 1646, Mademoiselle conobbe Carlo, Principe del Galles. Sua zia, la Regina Enrichetta Maria d'Inghilterra, incoraggiò l'idea di sposare Carlo, dichiarando che egli aveva un "inclinazione" per Mademoiselle, ma nulla più fu detto al momento.
Poco dopo, alla morte dell'Imperatrice Maria Anna, Mademoiselle cessò ogni interesse per il principe e pertanto sospirava su una unione col vedovo, Imperatore Ferdinando III. Tuttavia, sotto l'influenza di Mazarino, la Regina Anna, sua zia acquisita e reggente per il giovane Luigi XIV, ignorò la richiesta di Mademoiselle. La "più ricca principessa nubile d'Europe" era inadatta a sposare il piccolo Luigi XIV o suo fratello, il Duca d'Angiò. La Regina Anna suggerì suo fratello, il Cardinale Ferdinando d'Austria, ma Mademoiselle declinò.

### La Fronda
Prese quindi parte alla Fronda dei principi (1651), svolgendo un ruolo attivo nella ribellione: nel 1652 entrò ad Orléans e, tornata a Parigi, partecipò di persona alla lotta accanto al principe Luigi II di Borbone-Condé, messo in grande difficoltà dall'abilità militare di Henri de La Tour d'Auvergne, visconte di Turenne, sostenitore del re e di Mazzarino. La Montpensier ordinò personalmente che i cannoni della Bastiglia aprissero il fuoco contro le truppe reali (2 luglio 1652).
Dopo la sconfitta dei ribelli della Fronda si ritirò a Saint-Fargeau e fu riammessa a corte solo nel 1657.

### Lauzun e ultimi anni
Nel 1670 fu sul punto di sposare il marchese Antoine Nompar de Caumont, poi duca di Lauzun, di cui si era perdutamente innamorata: alla vigilia delle nozze, il re revocò il consenso già accordato e fece imprigionare lo sposo; le nozze vennero comunque celebrate nel 1681, dopo aver acconsentito a cedere al duca Luigi Augusto del Maine, figlio di Luigi XIV e della marchesa di Montespan, il principato di Dombes, il ducato d'Aumale e la contea d'Eu. Il matrimonio fallì presto a causa dei maltrattamenti del marito, e la Montpensier si ritirò a vita devota.

### Morte e sepoltura
Mademoiselle si ammalò il 15 marzo 1693 di quello che sembrava essere stato un blocco della vescica. Lauzun chiese di vederla ma, a causa del suo orgoglio, Mademoiselle rifiutò. Tuttavia lo nominò erede per testamento. Morì nel Palais du Luxembourg a Parigi di domenica, 5 aprile 1693. In quanto "Nipote di Francia", il titolo che ella apprezzò molto, fu sepolta nella Basilica Reale di Saint Denis fuori Parigi il 19 aprile. Il suo funerale, secondo Saint-Simon, fu notato per esser quello de "la più ricca principessa nubile d'Europa". Al Funerale di stato, l'urna contenente le sue viscere esplose a metà cerimonia, il che provocò il caos, poiché le persone fuggirono per evitare l'odore. Alla fine, la cerimonia proseguì con la conclusione che si era trattato di "un altro scherzo a scapito di Mademoiselle".

## Ascendenza
|                                |                          |                          | Genitori               |  |  | Nonni |  |  | Bisnonni                   |  |  | Trisnonni                   |  |
|                                |                          |                          |                        |  |  |       |  |  | Antonio di Borbone-Vendôme |  |  | Carlo IV di Borbone-Vendôme |  |
|                                |                          |                          |                        |  |  |       |  |  | Antonio di Borbone-Vendôme |  |  | Carlo IV di Borbone-Vendôme |  |
|                                |                          | Francesca di Alençon     |                        |  |  |       |  |  | Antonio di Borbone-Vendôme |  |  |                             |  |
| Enrico IV di Francia           |                          |                          |                        |  |  |       |  |  | Antonio di Borbone-Vendôme |  |  |                             |  |
|                                |                          | Giovanna III di Navarra  | Enrico II di Navarra   |  |  |       |  |  |                            |  |  |                             |  |
|                                |                          | Giovanna III di Navarra  | Enrico II di Navarra   |  |  |       |  |  |                            |  |  |                             |  |
|                                |                          | Giovanna III di Navarra  | Margherita d'Angoulême |  |  |       |  |  |                            |  |  |                             |  |
| Gastone d'Orléans              |                          | Giovanna III di Navarra  |                        |  |  |       |  |  |                            |  |  |                             |  |
|                                |                          | Francesco I de' Medici   | Cosimo I de' Medici    |  |  |       |  |  |                            |  |  |                             |  |
|                                |                          | Francesco I de' Medici   | Cosimo I de' Medici    |  |  |       |  |  |                            |  |  |                             |  |
|                                |                          | Francesco I de' Medici   | Eleonora di Toledo     |  |  |       |  |  |                            |  |  |                             |  |
| Maria de' Medici               |                          | Francesco I de' Medici   |                        |  |  |       |  |  |                            |  |  |                             |  |
|                                |                          | Giovanna d'Austria       | Ferdinando I d'Asburgo |  |  |       |  |  |                            |  |  |                             |  |
|                                |                          | Giovanna d'Austria       | Ferdinando I d'Asburgo |  |  |       |  |  |                            |  |  |                             |  |
|                                |                          | Giovanna d'Austria       | Anna Jagellone         |  |  |       |  |  |                            |  |  |                             |  |
| Anna Maria Luisa d'Orléans     |                          | Giovanna d'Austria       |                        |  |  |       |  |  |                            |  |  |                             |  |
|                                | Francesco di Montpensier | Luigi III di Montpensier |                        |  |  |       |  |  |                            |  |  |                             |  |
|                                | Francesco di Montpensier | Luigi III di Montpensier |                        |  |  |       |  |  |                            |  |  |                             |  |
|                                | Francesco di Montpensier | Jacqueline de Longwy     |                        |  |  |       |  |  |                            |  |  |                             |  |
| Enrico di Montpensier          | Francesco di Montpensier |                          |                        |  |  |       |  |  |                            |  |  |                             |  |
|                                |                          | Renée d'Anjou            | Nicolas d'Anjou        |  |  |       |  |  |                            |  |  |                             |  |
|                                |                          | Renée d'Anjou            | Nicolas d'Anjou        |  |  |       |  |  |                            |  |  |                             |  |
|                                |                          | Renée d'Anjou            | Gabrielle de Mareuil   |  |  |       |  |  |                            |  |  |                             |  |
| Maria di Borbone-Montpensier   |                          | Renée d'Anjou            |                        |  |  |       |  |  |                            |  |  |                             |  |
|                                |                          | Enrico di Joyeuse        | Guglielmo di Joyeuse   |  |  |       |  |  |                            |  |  |                             |  |
|                                |                          | Enrico di Joyeuse        | Guglielmo di Joyeuse   |  |  |       |  |  |                            |  |  |                             |  |
|                                |                          | Enrico di Joyeuse        | Marie de Batarnay      |  |  |       |  |  |                            |  |  |                             |  |
| Enrichetta Caterina di Joyeuse |                          | Enrico di Joyeuse        |                        |  |  |       |  |  |                            |  |  |                             |  |
|                                |                          | Catherine de Nogaret     | Jean de Nogaret        |  |  |       |  |  |                            |  |  |                             |  |
|                                |                          | Catherine de Nogaret     | Jean de Nogaret        |  |  |       |  |  |                            |  |  |                             |  |
|                                |                          | Catherine de Nogaret     | Jeanne de Saint-Lary   |  |  |       |  |  |                            |  |  |                             |  |
|                                |                          | Catherine de Nogaret     |                        |  |  |       |  |  |                            |  |  |                             |  |

## Titoli e trattamento
- 29 maggio 1627 – 4 giugno 1627 Sua Altezza Reale Mademoiselle
- 4 giugno 1627 – 5 aprile 1693 Sua Altezza Reale Mademoiselle, La Duchessa di Montpensier

## Opere
- Anna Maria Luisa de Montpensier, Memorie della grande Mademoiselle, traduzione di Serafino Balduzzi, Integrale, Milano, Cerebro, 2011,  pp. 258 p., ISBN 978-88-96782-50-7.
- Anne-Marie-Louise de Montpensier, Memorie della grande mademoiselle (PDF), su liberliber.it, LiberLiber. URL consultato il 31 luglio 2013.